# Laurent Stalder
Laurent Stalder (* 1970 in Lausanne) ist ein Schweizer Architekt und Universitätsprofessor.

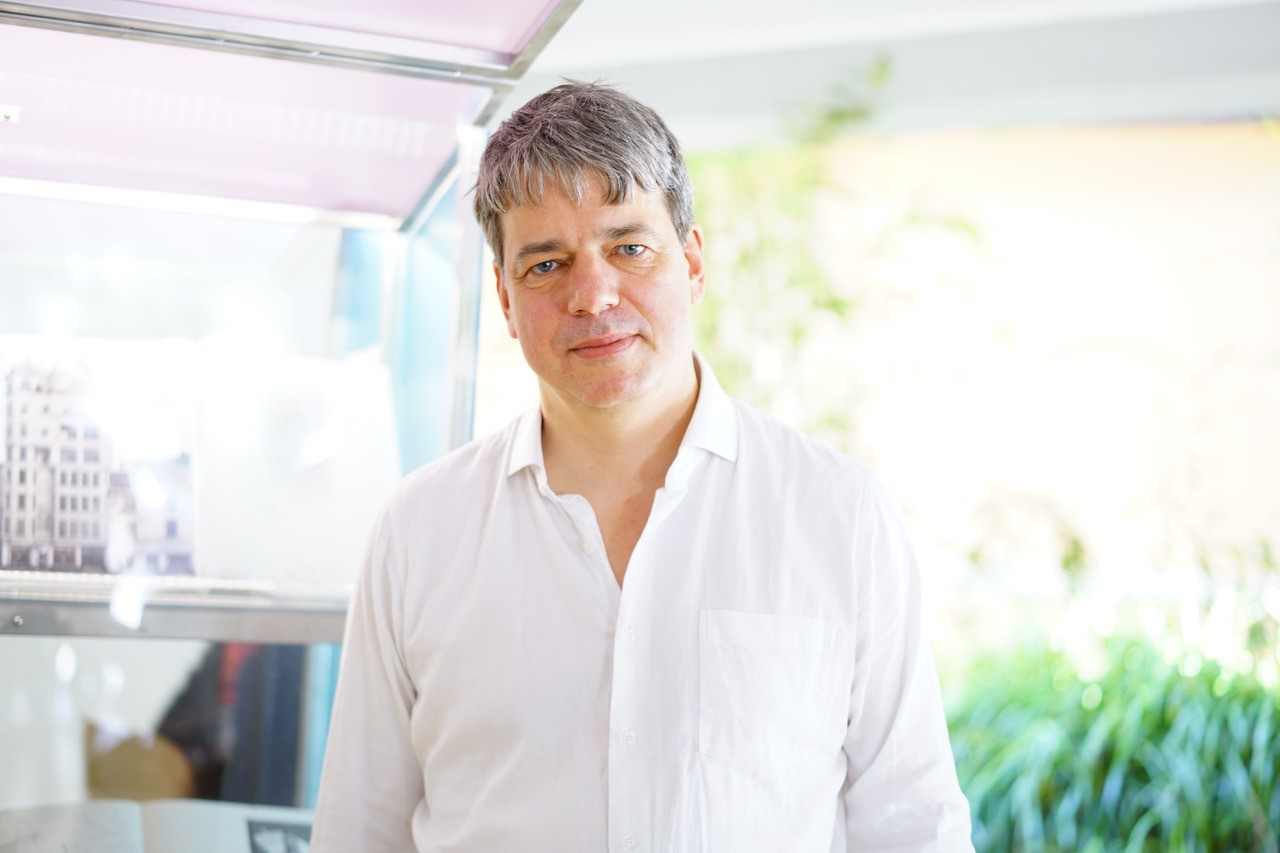
Laurent Stalder, 2018

## Werdegang
Laurent Stalder studierte bis 1996 an der ETH Zürich und war von 1996 bis 1997 Stipendiat des Schweizerischen Instituts für Ägyptische Bauforschung und Altertumskunde in Kairo. Von 1997 bis 2001 war Stalder Assistent bei Werner Oechslin am Institut für Geschichte und Theorie der Architektur der ETH Zürich. Dort promovierte er 2002 über Hermann Muthesius. Im gleichen Jahr wurde er an die Université Laval in Québec zum Assistenzprofessor für Architekturgeschichte berufen. 2006 kehrte er als Assistenzprofessor für Architekturtheorie an das Institut gta der ETH Zürich zurück. Seit 2011 hat er dort die Professur für Architekturtheorie inne. 2009 war er Visiting Scholar am Massachusetts Institute of Technology in Cambridge, Mass.
Von 2016 bis 2021 war Laurent Stalder Vorsteher des Instituts für Geschichte und Theorie der Architektur gta der ETH Zürich.
Laurent Stalder ist wissenschaftlicher Beirat des Jaap Bakema Study Centre in Rotterdam und Stiftungsratsmitglied des Schweizerischen Instituts für Ägyptische Bauforschung und Altertumskunde in Kairo.

## Veröffentlichungen

### Autor
- Hermann Muthesius 1861–1927. Das Landhaus als kulturgeschichtlicher Entwurf. gta Verlag, Zürich 2008, ISBN 978-3-85676-219-3.

### Herausgeber
- mit Tom Avermaete, Maarten Delbeke, Ita Heinze-Greenberg, Philip Ursprung (Hg.): gta papers 3. Founding Myths. gta Verlag, Zürich 2019, ISBN 978-3-85676-400-5.
- mit Moritz Gleich (Hg.): gta papers 1. Architecture / Machine. gta Verlag, Zürich 2017, ISBN 978-3-85676-363-3.
- mit Georg Vrachliotis (Hg.): Fritz Haller. Architekt und Forscher.  gta Verlag, Zürich 2015, ISBN 978-3-85676-334-3.
- mit Cornelia Escher, Megumi Komura, Meruro Washida (Hg.): Atelier Bow-Wow. A Primer. Walther König Verlag, Köln 2013, ISBN 978-3-86335-302-5. Gestaltung: Bruno Margreth, Cornel Windlin
- mit Alessandra Ponte, Tom Weaver (Hg.). God & Co. François Dallegret. Beyond the Bubble. AA Publications, London 2011, ISBN 978-1-907896-18-7.
- mit Anke Hagemann, Elke Beyer, Kim Förster (Hg.), ARCH+ 191/192 (2009): Schwellenatlas. Von Abfallzerkleinerer bis Zeitmaschine. ISBN 978-3-931435-20-2.
- Valerio Olgiati. Walther König Verlag, Köln 2008, ISBN 978-3-86560-491-0. Gestaltung: Bruno Margreth, Dino Simonett

### Beiträge
- Samuel Penn (Hrsg.): ACCOUNTS. Pelinu Books, Bukarest 2019 mit Beiträgen von Pier Vittorio Aureli, François Charbonnet, Beat Consoni, Irina Davidovici, Mike Davies, Andrea Deplazes, Angela Deuber, Sérgio Fernandez, Pascal Flammer, Christoph Gantenbein, Rolf Jenni, Jan Kinsbergen, Oliver Lütjens, Peter Märkli, Marcel Meili, Thomas Padmanabhan, Samuel Penn, Jonathan Sergison, Álvaro Siza, Luigi Snozzi, Laurent Stalder, Martino Tattara, Marie-José Van Hee, Adrien Verschuere, Tom Weiss, Andrea Zanderigo, Raphael Zuber
- NZZ 16. Juli 2012: Architektur als politische Aufgabe – Raphael Zubers beispielhaftes Schulhaus von Grono im Misox[2]